# 瑪瑙寺大殿及壁畫
瑪瑙寺大殿及壁畫位於四川省綿陽專區梓潼縣興隆鄉，文物遺址年代判定為明。1956年8月16日公佈為四川省第一批歷史及革命文物保護單位。佛家壁畫10幅。1980年7月7日四川省重新公佈第一批文物保護單位時因毀壞而註銷。
1970年5月，瑪瑙寺因附近農民焚燒豌豆稈引起火災，使這座明代成化年間民間畫家繪製的40餘幅神話故事壁畫和2000多平方米明代建築的藝術寶庫毀於一旦。